# Baligówka (torfowisko)
Baligówka – torfowisko w miejscowości Czarny Dunajec w województwie małopolskim, w powiecie nowotarskim, gminie Czarny Dunajec. Pod względem geograficznym jest to region Kotliny Nowotarskiej. Torfowisko znajduje się po prawej stronie drogi z Czarnego Dunajca do Piekielnika i na lewym brzegu potoku Piekielnik, na średniej wysokości 660 m n.p.m.
Przez płaskie tereny torfowiska Baligówka biegnie Wielki Europejski Dział Wodny, w tym miejscu jako dział wód między zlewiskami Morza Czarnego i Bałtyku. Miejsce to jest jednak trudne do zinterpretowania hydrograficznego. Wypływają stąd dwa potoki Piekielnik. Jeden Piekielnik znajduje się w dorzeczu Czarnego Dunajca i zlewisku Bałtyku, drugi Piekielnik jest w dorzeczu Czarnej Orawy i zlewisku Morza Czarnego, a ich źródliska są bardzo blisko siebie, przy tym potoki te zanikają w niektórych miejscach, a łączą z sobą w innych.
W latach 40. i 50. XX wieku wydobywano na Baligówce torf na skalę przemysłową. Po wejściu w życie ustawy o uznaniu torfu za kopalinę którą można eksploatować tylko po uzyskaniu koncesji, przemysłowej eksploatacji zaprzestano, nadal jednak nielegalnie odbywa się w ograniczonym zakresie jego eksploatacja, zwłaszcza po północnej stronie torfowiska. Obecnie planuje się utworzenie tutaj specjalnych obszarów ochrony pod nazwą „Torfowiska Orawsko-Nowotarskie”. Mają one objąć obszar 8255,62 ha. Baligówka ma zostać objęta ochroną czynną. Planowane jest wycięcie drzew porastających torfowisko, gdyż zmieniają one warunki siedliskowe, uniemożliwiając rozwój roślin charakterystycznych dla torfowiska. Przewidziane jest także polepszenie nawodnienia przez modernizację i naprawę rowu nawadniającego oraz wykonania zastawki na rowie odwadniającym.
Powstawanie torfowisk na Kotlinie Orawsko-Nowotarskiej zaczęło się około 10–11 tysięcy lat temu. Po ustąpieniu lodowca kotlina pokryta była rozlewiskami i młakami, które stopniowo zamulane było niesionymi przez wodę osadami, tworzącymi stożki napływowe. Równocześnie też podlegały zarastaniu, w którym wielki udział miał mech torfowiec. Z jego obumarłych szczątków tworzył się torf. Rocznie przybywa około 1 mm torfu. Torfowisko tworzy specyficzne warunki życia dla roślin. Charakteryzują się one bardzo kwaśnym odczynem, dużą wilgotnością i ubóstwem składników pokarmowych. W takich warunkach na torfowisku rozwijają się specyficzne, charakterystyczne dla torfowisk gatunki roślin. Na torfowiskach Kotliny Nowotarskiej rosną rośliny charakterystyczne głównie dla niżu, w innych częściach Karpat natomiast bardzo rzadkie. Na Baligówce stwierdzono występowanie m.in. takich gatunków, jak: bagnica torfowa, bagno zwyczajne, czermień błotna, przygiełka biała, rosiczka długolistna, siedmiopalecznik błotny, turzyca bagienna, turzyca skąpokwiatowa, żurawina drobnoowocowa. Z rzadkich gatunków zwierząt występują motyle czerwończyk nieparek i modraszek nausitous, ptaki błotniak łąkowy, orlik krzykliwy, cietrzew zwyczajny, derkacz zwyczajny, włochatka zwyczajna.
Po wschodniej stronie Baligówki znajduje się drugie torfowisko – Puścizna Rękowiańska. Rozdziela je potok Piekielnik. Obrzeżami obydwu tych torfowisk prowadzi ścieżka edukacyjna z 13 przystankami. Trasa ma długość około 3 km i zaczyna się przy przystanku autobusowym Baligówka.